# حکومت پاسخگو

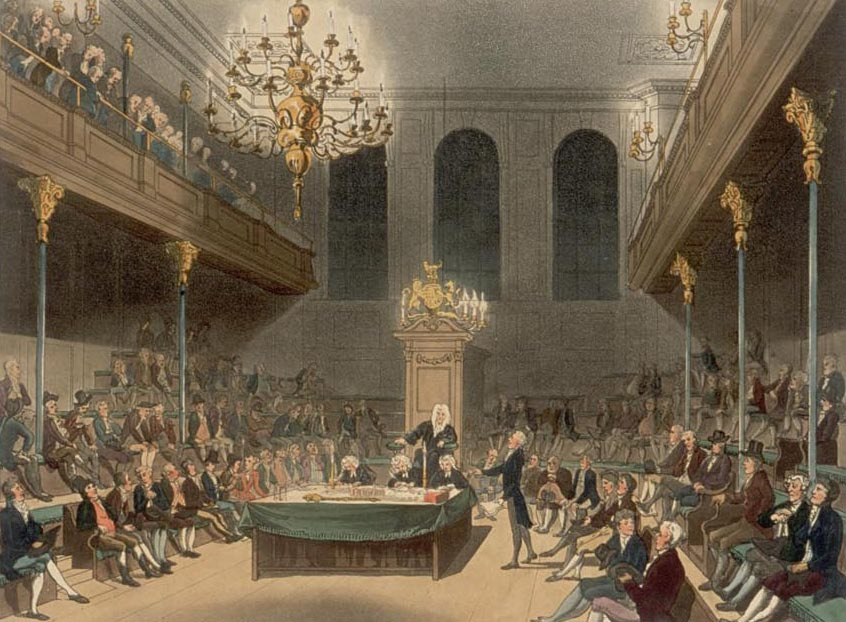
نقاشی از حکومت پاسخگو

حکومت پاسخگو (به انگلیسی: Responsible government)، مفهومی از حکومت است که متضمن مفهوم مسؤولیت‌پذیری پارلمانی، بنیان نظام وستمینستر دموکراسی نیابتی است. حکومت‌ها (معادل قوه مجریه) در دمکراسی‌های وستمینستر به جای فرمانروا به پارلمان یا در پیش زمینه استعماری به حکومت امپراتوری ٬
و در یک پیش زمینه جمهوری به رئیس‌جمهور پاسخگو هستند، خواه به‌طور کامل یا جزیی.
اگر پارلمان دومجلسی باشد، آنگاه حکومت اول به مجلس سفلای پارلمان، که از مجلس اعلا نیابتی تر است پاسخگوست، چرا که تعداد بیشتری از اعضای آن با انتخابات مستقیم برگزیده می‌شوند.